# 山本周五郎
山本周五郎（日语：／ Yamamoto Shūgorō，1903年6月22日—1967年2月14日），本名為清水三十六，是一名日本小說家。

## 生平
- 1903年（明治36年） 6月22日，山本周五郎出生於山梨縣北都留郡初狩村（現大月市初狩町下初狩），父親是清水逸太郎。
- 1907年（明治40年）     由于初狩村發生大水災而嚴重摧毀，山本周五郎全家搬到北豐島郡王子町豐島（現東京都北區豐島）生活。
- 1910年（明治44年）     山本周五郎全家因故搬到神奈川縣橫濱市久保町（現神奈川県橫濱市西區久保町）。
- 1923年（大正12年）     9月1日，山本周五郎商店因關東大地震而倒閉。
- 1926年（昭和元年）《須磨寺附近》於《文藝春秋》4月號開始連載。
- 1930年（昭和5年）      11月，山本周五郎與生於宮城縣亘理郡吉田村（現亘理町）的看護,土生きよい結婚。
- 1931年（昭和6年）       山本周五郎移居東京馬込東。
- 1943年（昭和18年）     山本周五郎《日本婦道記》獲選第17回直木賞。
- 1959年（昭和34年） 《樅の木は残った》獲選毎日出版文化賞。
- 1961年（昭和36年）     《青べか物語》獲選文藝春秋讀者賞。
- 1967年（昭和42年）      2月14日，山本周五郎於工作室因肝炎和心臓衰弱去世,享年63歲。

## 作品
- 《廣野落日》 （1920年）
- 《風雲海南記》 （1938年）
- 《日本婦道記》 （1942年）
- 《新潮記》 （1943年）
- 《柳橋物語》 （1946年）
- 《瞌睡蟲署長（日语：寝ぼけ署長）》 （1948年）
- 《樂天旅日記》 （1950年）
- 《山彥乙女》 （1951年）
- 《火之杯》 （1951年）
- 《風流太平記》 （1952年）
- 《栄花物語》 （1953年）
- 《正雪記》 （1953-54年、1956年）
- 《最後的樅樹（日语：樅ノ木は残った）》 （1954-58年）
- 《紅鬍子診療譚（日语：赤ひげ診療譚）》 （1958年）
- 《天地静大》 （1959年）
- 《五瓣之椿（日语：五瓣の椿）》 （1959年）
- 《彥左衛門外記（日语：彦左衛門外記）》 （1959年）
- 《青べか物語》 （1960年）
- 《沒有季節的小墟》 （1962年）
- 《SABU (小說)（日语：さぶ (小説)）》 （1963年）
- 《虚空遍歴》 （1963年）
- 《ながい坂》 （1966年）

## 另見
- 山本周五郎獎

## 外部連結
- 山本周五郎作品館